# 劉昌 (正德進士)
劉昌（1484年—？），字惟德，江西吉安府安福縣人，軍籍，明朝政治人物。

## 生平
江西鄉試第九十五名舉人。正德十二年（1517年）中式丁丑科會試第二百四十五名，廷试二甲五十五名進士。兵部观政，卒。

## 家族
曾祖劉魁碧；祖父劉欽；父劉深浩，母王氏。具庆下。弟刘最、劉昇、刘鼎、刘旦、刘冕、刘暹。